# Número ordinal (matemática)
En matemática, un ordinal es un número que denota la posición de un elemento perteneciente a una sucesión ordenada. Por ejemplo, en la sucesión a b c d, el elemento a es el primero, b el segundo, c el tercero, etc. Los números ordinales pueden generalizarse para las sucesiones infinitas, introducidas por Georg Cantor en 1897. El concepto de número ordinal, propio de la matemática, es también un concepto lingüístico (que es aquel que precisa la Real Academia Española). En este sentido, es aquel numeral que expresa la idea de orden o sucesión. Tienen género («primero» / «primera») y algunos pueden aparecer apocopados («primer», «tercer», etc.). En el lenguaje corriente no se utilizan habitualmente sino hasta el 10 o 12, y para los superiores se usa el cardinal correspondiente: siglo diecinueve, Juan XXIII (veintitrés). Más adelante se detallan en su denominación más propia.

## Introducción
Los números ordinales son una generalización que amplía la secuencia de los números naturales 1, 2, 3,… Por esa razón aunque los números ordinales son propiamente conjuntos inductivos, se denominan «números». Todos los ordinales constituyen una clase, denominada Ord. La conveniencia de esta generalización se sigue de la siguiente observación:

Los números naturales pueden emplearse con dos fines distintos:
1. describir el tamaño de un conjunto finito, y
2. describir la posición de un elemento en una sucesión finita.

Los números cardinales se pueden emplear para cuantificar el tamaño de un conjunto (finito o infinito), mientras que los números ordinales pueden emplearse para describir la posición de un elemento en una sucesión (finita o infinita). Cuando se trata de conjuntos finitos, los números naturales, los ordinales y los cardinales coinciden, es decir, son básicamente identificables. En el caso de conjuntos infinitos la situación es más complicada y hay que distinguir entre ordinales y cardinales (además, para conjuntos infinitos los números naturales no son de utilidad). El aspecto del tamaño de un conjunto se describe mediante números cardinales, que también fueron descubiertos por Cantor, mientras que el aspecto de la posición se generaliza mediante los números ordinales, los cuales analizaremos aquí.
En la teoría de conjuntos, los números naturales se suelen construir como conjuntos tales que cada número natural es el conjunto de todos los números naturales más pequeños:
Visto así, cada número natural es un conjunto bien ordenado: por ejemplo, el conjunto del 4 tiene los elementos 0, 1, 2 y 3, que por supuesto se ordenan 0 < 1 < 2 < 3, y éste es un buen orden. Un número natural es menor que otro si y solo si es un elemento del otro.
Bajo esta convención, se puede demostrar que todo conjunto finito bien ordenado es ordenadamente isomorfo a exactamente un número natural. Este isomorfismo motiva a generalizar esta construcción hacia los conjunto no finitos y sus correspondientes números que serían más grandes que cualquier número natural.

## Definición moderna de ordinal
Se desea construir números ordinales como conjuntos bien ordenados especiales de forma que todo conjunto bien ordenado es ordenadamente isomorfo a exactamente un número ordinal. La siguiente definición mejora el enfoque de Cantor y fue propuesto inicialmente por John von Neumann:
Un conjunto S es un ordinal si y solo si S está totalmente ordenado con respecto a la inclusión de conjuntos (es decir, la relación subconjunto) y todo elemento de S es también un subconjunto de S.
Basándose en el axioma de regularidad, que puede enunciarse como: «Todo conjunto no vacío “S” contiene un elemento “a” disjunto de “S”».
Nótese que los naturales, en la representación propuesta más arriba son los llamados ordinales finitos. Por ejemplo, 2 es un elemento de 4 = {0, 1, 2, 3}, y 2 es igual a {0, 1} por lo que también es un subconjunto de 4.
Se puede demostrar, aplicando inducción transfinita que todo conjunto bien ordenado es ordenadamente isomorfo a exactamente uno de estos ordinales.
Más aún, los elementos de cada ordinal son en sí mismos ordinales. Cuando se tienen dos ordinales S y T, S es un elemento de T si y solo si S es un subconjunto propio de T, y más aún, cuando S y T son distintos y S no es un elemento de T, se cumple que T es un elemento de S. De manera que todo conjunto de ordinales está totalmente ordenado y más aún, todo conjunto de ordinales es bien ordenado. Este último resultado es la generalización de la misma propiedad sobre los naturales, lo que permite enunciar y utilizar inducción transfinita para demostrar propiedades sobre ordinales.
Otra consecuencia es que todo ordinal S es un conjunto que contiene como elementos precisamente los ordinales más pequeños que S. Esta afirmación determina completamente la estructura de conjunto de cada ordinal en términos de otros ordinales. Ella es utilizada para demostrar muchas de las propiedades de estos números. Un ejemplo de ello es una importante caracterización de la relación de orden entre ordinales: todo conjunto de ordinales tiene un supremo, que es el ordinal obtenido como la unión de todos los ordinales del conjunto.
Otro ejemplo es el hecho que la colección de todos los ordinales no es un conjunto. Puesto que todo ordinal contiene únicamente ordinales, se cumple que todo elemento de la colección de todos los ordinales también es su subconjunto. Así, si esa colección fuera un conjunto, tendría que ser un ordinal también, por definición; entonces sería un elemento de él mismo, lo cual contradice el axioma de regularidad.

## Ejemplos
- Los ordinales finitos pueden representarse con un conjunto de n elementos definidos inductivamente:

{\displaystyle 0=\varnothing ,1=\{\varnothing \},2=\{\varnothing ,\{\varnothing \}\},\dots ,n+1=n\cup \{n\}}
- El ordinal infinito más pequeño es denotado por ω, que además resulta ser un cardinal.
- El ordinal infinito no numerable es ω1 que puede demostrarse es equivalente a ω1 = 2ω = ωω.
- Además pueden definirse otros ordinales infinitos en la forma ωα+1 = ωωα. Estos ordinales tienen cardinalidad igual a {\displaystyle \aleph _{\alpha }}. Junto con los anteriores pueden definirse otros ordinales intermedios entre ellos que no se corresponden directamente con cardinales.
- El primer punto fijo de la función de exponenciación es el ordinal ε0 que tiene la propiedad de satisfacer: ε0 = ωε0.[3]
- Por encima de estos cardinales anteriores se encuentra el primer ordinal crítico fuerte denotado como Γ0 que requiere para su definición las funciones de Veblen.[4]

## Aplicaciones
Los ordinales se utilizan comúnmente para realizar demostraciones de terminación de algoritmos. El sistema de ayuda a la demostración ACL2 permite utilizar números ordinales como cota de terminación de algoritmos y es capaz de realizar pruebas por inducción transfinita.